# 平成改新党
平成改新党（へいせいかいしんとう）は、平成初期に活動した、日本の政治団体。略称は「平新党」。

## 概要
1992年（平成4年）の第16回参議院議員通常選挙で候補者を擁立した、いわゆるミニ政党の1つである。代表は大庭俊雄。1992年3月19日に政治団体の届出を行い、事務所を東京都中央区に置いた。
第16回参議院議員通常選挙では、比例区に代表の大庭を含まない10人の候補者を立てた。選挙公報では「十大政策」が掲げられている。「祖国を愛し、自由と民主主義を尊重する全ての国民の信頼を基礎としてその負託に全力に応えます」（第1項）、「祖国の歴史と伝統を守るとともに、時代が求める諸改革を実行いたします」（第3項）など、第1項から第5項までは保守主義が比較的強く打ち出されている。第6項は「国際社会における『名誉ある世界の中の日本』を築」く、「国連活動を中心とした外交大国をめざ」すなどとしており、当時議論となった国際連合平和維持活動（PKO）には賛成の立場と見られる。このほか、行財政改革の推進（第7項）、自由貿易体制・自由経済の維持・発展（第8項）、災害に強く均衡がとれ、環境に留意した国土づくり（第9項）、社会福祉の安定・充実（第10項）が掲げられている。
選挙結果は、全国で16,899票（得票率0.04%、全38政党中33位）に留まり、1議席を得ることができなかった。
この選挙以後においては、平成改新党の目立った活動は見られない。